# Wołcza Mała
Wołcza Mała (kaszub. Miôłô Wôłczô) – wieś w Polsce położona na Pojezierzu Bytowskim, w województwie pomorskim, w powiecie bytowskim, w gminie Miastko
Położona przy drodze krajowej nr 20 Stargard – Szczecinek – Gdynia.
Wieś stanowi sołectwo gminy Miastko.
W latach 1975–1998 miejscowość administracyjnie należała do województwa słupskiego.